# 1979 год в кино

## Фильмы

### Мировое кино
- «Апокалипсис сегодня»/Apocalypse Now, США (реж. Фрэнсис Форд Коппола)
- «Бархатные ручки»/Mani Di Velutto, Италия (реж. Кастеллано и Пиполо)
- «Барышни из Вилько»/Panny z Wilka, Польша—Франция (реж. Анджей Вайда)
- «Бесстрашная гиена»/Xiao quan guai zhao, Гонконг (реж. Джеки Чан)
- «Весь этот джаз»/All That Jazz, США (реж. Боб Фосс)
- «Воины»/The Warriors, США (реж. Уолтер Хилл)
- «Войцек»/Woyczek, ФРГ (реж. Вернер Херцог)
- «Волосы»/Hair, США—ФРГ (реж. Милош Форман)
- «Выводок»/The Brood, Канада (реж. Дэвид Кроненберг)
- «Десятка»/10, США (реж. Блейк Эдвардс)
- «Доктор Джекилл и милая дама»/Dottor Jekyll & gentille signora, Италия (реж. Стено)
- «Дракула»/Dracula, США—Великобритания (реж. Джон Бэдэм)
- «Жандарм и инопланетяне»/Le Gendarme Et Les Extra-Terrestres, Франция (реж. Жан Жиро)
- «Жестяной барабан»/Die Blechtrommel, ФРГ (реж. Фолькер Шлёндорф)
- «Житие Брайана по Монти Пайтону»/Monty Python’s Life of Brian, Великобритания (реж. Терри Джонс)
- «За нас двоих»/À nous deux, Франция (реж. Клод Лелуш)
- «Игра в четыре руки»/Le Guignolo, Франция—Италия (реж. Жорж Лотнер)
- «И… как Икар»/I… Comme Icare, Франция (реж. Анри Вернёй)
- «Инструктор кунг-фу»/教頭/The Kung-Fu Instructor, Гонконг (реж. Сюнь Чун)
- «Кабобланко»/Caboblanco — Where Legends Are Born, США (реж. Джей Ли Томпсон)
- «Калигула»/Caligula, Италия—США (реж. Тинто Брасс)
- «Кинолюбитель»/Amator, Польша (реж. Кшиштоф Кесьлёвский)
- «Крамер против Крамера»/Kramer Vs. Kramer, США (реж. Роберт Бентон)
- «Кровавая вражда»/Fatto Di Sangue Tra Due Uomini Per Ca…, Италия (реж. Лина Вертмюллер)
- «Кровная связь»/Bloodline, США (реж. Теренс Янг)
- «Кто есть кто»/Flic Ou Voyou, Франция (реж. Жорж Лотнер)
- «Куба»/Cuba, США (реж. Ричард Лестер)
- «Кулак дракона»/Dragon Fist, Гонконг (реж. Ло Вэй)
- «Луна»/Luna, Италия (реж. Бернардо Бертолуччи)
- «Лунный гонщик»/Moonraker, Великобритания-США-Франция (Льюис Гилберт)
- «Маме исполняется сто лет»/Mama Cumple 100 Anos, Испания (реж. Карлос Саура)
- «Манхэттен»/Manhattan, США (реж. Вуди Аллен)
- «Маппеты»/The Muppet Movie, США—Великобритания (реж. Джеймс Фроули)
- «На западном фронте без перемен»/All Quiet On The Western Front, США (реж. Делберт Манн)
- «Начать сначала»/Starting Over, США (реж. Алан Пакула)
- «Опустошённое поле»/Cánh đồng hoang, Вьетнам (реж. Нгуен Хонг Шен)
- «По следам монстра-сельдерея»/Stalk of the Celery, мультфильм, США (реж. Тим Бёртон)
- «Правосудие для всех»/…And Justice for All, США (реж. Норман Джуисон)
- «Репетиция оркестра»/Prova d’Orchestra, Италия (реж. Федерико Феллини)
- «Рокки 2»/Rocky 2, США (реж. Сильвестр Сталлоне)
- «Салемские вампиры»/Salem’s Lot, США (реж. Тоуб Хупер)
- «Сбежавшая любовь»/L’Amour en fuite, Франция (реж. Франсуа Трюффо)
- «Тысяча девятьсот сорок первый»/1941, США (реж. Стивен Спилберг)
- «Тэсс»/Tess, Франция-Великобритания (реж. Роман Полански)
- «Фантазм»/Phantasm, США (реж. Дон Коскарелли)
- «Фрикадельки»/Meatballs, Канада (реж. Айван Райтман)
- «Холодные закуски»/Buffet Froid, Франция (реж. Бертран Блие)
- «Чемпион»/The Champ, США (реж. Франко Дзеффирелли)
- «Чужой»/Alien, Великобритания (реж. Ридли Скотт)
- «Элвис»/Elvis, США (реж. Джон Карпентер)
- «Электрический всадник»/The Electric Horseman, США (реж. Сидни Поллак)
- «Янки»/Yanks, США—Великобритания (реж. Джон Шлезингер)

### Советское кино

#### Фильмы Азербайджанской ССР
- Допрос (реж. Расим Оджагов).
- Оазис в огне (реж. Шамиль Махмудбеков).
- Прерванная серенада (реж. Максуд Ибрагимбеков).
- Чудак (реж. Аждар Ибрагимов).

#### Фильмы Белорусской ССР
- «Время выбрало нас», (реж. )
- «Голубой карбункул», (реж. Николай Лукьянов)
- «День возвращения»
- «Дикая охота короля Стаха», (реж. Валерий Рубинчик)
- «Железные игры»
- «Задача с тремя неизвестными»
- «Звон уходящего лета»
- «Капитан Соври-голова», (реж. Николай Лукьянов)
- «Красный велосипед»
- «Первой по росе прошла красавица»
- «Примите телеграмму в долг», (реж. Леонид Нечаев)
- «Родное дело», (реж. Александр Ефремов)
- «Соседи»
- «Точка отсчёта», (реж. Виктор Туров)
- «Удивительные приключения Дениса Кораблёва», (реж. Игорь Пушкарёв, Марк Брауде, Игорь Добролюбов и Виталий Дудин)

#### Фильмы Грузинской ССР
- «Земля отцов наших»,  (реж. Григорий Лордкипанидзе и Гиули Чохонелидзе)
- «Плотина в горах»,  (реж. Нодар Манагадзе)
- «Человек ли он?»,  (реж. Семён Долидзе и Кети Долидзе)

#### Фильмы Латвийской ССР
- «Ночь без птиц», (реж. Гунар Цилинский)

#### Фильмы РСФСР
- «Акванавты», (реж. Игорь Вознесенский)
- «Ах, водевиль, водевиль…», (реж. Георгий Юнгвальд-Хилькевич)
- «Бабушкин внук», (реж. Адольф Бергункер)
- «В моей смерти прошу винить Клаву К.», (реж. Николай Лебедев, Эрнест Ясан)
- «В одно прекрасное детство», (реж. Яков Сегель)
- «Весенняя Олимпиада, или Начальник хора», (реж. Исаак Магитон, Юрий Чулюкин)
- «Впервые замужем», (реж. Иосиф Хейфиц)
- «Вторая весна», (реж. Владимир Венгеров)
- «Выстрел в спину», (реж. Владимир Чеботарёв)
- «Гараж», (реж. Эльдар Рязанов)
- «Город принял», (реж. Вячеслав Максаков)
- «День свадьбы придётся уточнить», (реж. Степан Пучинян)
- «Добряки», (реж. Карен Шахназаров)
- «Жена ушла», (реж. Динара Асанова)
- «Жил-был настройщик», (реж. Владимир Алеников)
- «Клуб самоубийц, или Приключения титулованной особы», (реж. Евгений Татарский)
- «Маленькие трагедии», (реж. Михаил Швейцер)
- «Москва слезам не верит», (реж. Владимир Меньшов)
- «Моя Анфиса», (реж. Эдуард Гаврилов)
- «Несколько дней из жизни И. И. Обломова», (реж. Никита Михалков)
- «Опасные друзья», (реж. Владимир Шамшурин)
- «Осенний марафон», (реж. Георгий Данелия)
- «Отпуск в сентябре», (реж. Виталий Мельников)
- «Пираты XX века», (реж. Борис Дуров)
- «По данным уголовного розыска…», (реж. Валерий Михайловский)
- «Пограничный пёс Алый», (реж. Юлий Файт)
- «Поздняя встреча», (реж. Владимир Шредель)
- «Прости-прощай», (реж. Георгий Кузнецов)
- «С любимыми не расставайтесь», (реж. Павел Арсенов)
- «Стакан воды», (реж. Юлий Карасик)
- «Сталкер», (реж. Андрей Тарковский)
- «Суета сует», (реж. Алла Сурикова)
- «Сыщик», (реж. Владимир Фокин)
- «Так и будет», (реж. Лев Мирский)
- «Таёжная повесть», (реж. Владимир Фетин)
- «Тема», (реж. Глеб Панфилов)
- «Тот самый Мюнхгаузен», (реж. Марк Захаров)
- «Трое в лодке, не считая собаки», (реж. Наум Бирман)
- «Фантазии Фарятьева», (реж. Илья Авербах)
- «Фрак для шалопая», (реж. Эльдор Уразбаев)
- «Шерлок Холмс и доктор Ватсон», (реж. Игорь Масленников)
- «Экипаж», (реж. Александр Митта)

#### Фильмы совместных производителей

##### Двух киностудий, а также двух союзных республик
- Бабек», (реж. Эльдар Кулиев) («Азербайджанфильм» сов. с киностудией «Мосфильм»)

#### Фильмы Таджикской ССР
- «Телохранитель», (реж. Али Хамраев)

#### Фильмы Украинской ССР
- «Вавилон XX», (реж. Иван Миколайчук)
- «Забудьте слово «смерть», (реж. Самвел Гаспаров)
- «Ипподром», (реж. Радомир Василевский)
- «Место встречи изменить нельзя», (реж. Станислав Говорухин)
- «Приключения Электроника», (реж. Константин Бромберг)
- «Цыган», (реж. Александр Бланк)

## Телесериалы

### Латиноамериканские сериалы

#### Мексика
- Богатые тоже плачут
- Давайте вместе

## Лидеры проката
- «Женщина, которая поёт» (режиссёр Александр Орлов) — 1 место, 54 900 000 зрителей

## Награды
- Георгий Данелия получил приз «Золотой Лачено» на 19-м Международном кинофестивале в Авеллино за фильм «Мимино»[1].
- Алла Пугачёва — лучшая актриса года по результатам опроса журнала «Советский экран» за роль Анны Стрельцовой в фильме «Женщина, которая поёт»[2]

## Персоналии

### Родились
- 8 января — Сара Полли, канадская актриса, режиссёр и сценарист.
- 9 февраля — Чжан Цзыи, китайская киноактриса.
- 14 февраля — Жослин Киврен, французский актёр.
- 27 февраля — Альба Рорвахер, итальянская актриса.
- 15 марта — Евгений Цыганов, российский актёр.
- 4 апреля — Хит Леджер, австралийский актёр.
- 2 июня — Морена Баккарин, американская актриса бразильского происхождения.
- 3 июля — Людивин Санье, французская актриса.
- 18 июля — Зринка Цвитешич, хорватская актриса.
- 2 августа — Сузанне Борман, немецкая актриса.
- 7 октября — Тан Вэй, китайская актриса.
- 16 ноября — Алексей Морозов, российский актёр театра и кино.
- 28 декабря — Нуми Рапас, шведская актриса.
- 31 декабря
  - Агнешка Гроховская, польская актриса.
  - Элейн Кэссиди, ирландская актриса.

### Скончались
- 12 января
  - Александр Столпер, советский кинорежиссёр и сценарист, народный артист СССР.
  - Валентин Зубков, советский актёр.
- 19 января — Поль Мёрис, французский актёр театра и кино.
- 12 февраля — Жан Ренуар, французский режиссёр и сценарист.
- 5 апреля — Юрий Кавтарадзе, советский и грузинский режиссёр и сценарист.
- 10 апреля — Нино Рота, итальянский композитор, обладатель «Оскара».
- 12 апреля — Леонид Быков, советский режиссёр, сценарист, актёр, народный артист УССР.
- 14 апреля — Гарри Майен, немецкий актёр театра и кино.
- 7 мая — Алексей Смирнов, советский актёр, заслуженный артист РСФСР.
- 16 мая — Роберт Флори, франко-американский режиссёр и сценарист.
- 29 мая — Мэри Пикфорд, канадская актриса кино и театра, легенда немого кино, обладательница «Оскара».
- 1 июня — Ян Кадар, словацкий сценарист и режиссёр.
- 5 июня — Гейнц Эрхардт, немецкий актёр и комик.
- 6 июня — Казимеж Опалиньский, польский актёр и театральный режиссёр.
- 11 июня — Джон Уэйн (настоящее имя Мэрион Майкл Моррисон), американский актёр, обладатель «Оскара».
- 16 июня
  - Костаке Антониу, румынский актёр театра и кино.
  - Николас Рэй, американский кинорежиссёр, актёр.
- 2 июля — Лариса Шепитько, советская актриса и режиссёр.
- 22 июля — Любомир Шарланджиев, болгарский актёр и режиссёр театра и кино.
- 30 августа — Андре Торндайк, немецкий кинорежиссёр и сценарист.
- 8 сентября — Джин Сиберг, американская киноактриса.
- 25 сентября — Тапио Раутаваара, финский певец, актёр и спортсмен.
- 28 сентября — Катрин Гесслинг, французская киноактриса и модель.
- 4 октября — Валентина Телегина, советская актриса, народная артистка РСФСР.
- 12 октября — Селия Ловски, австро-американская актриса.
- 1 ноября — Саро Урдзи, итальянский актёр.
- 26 ноября — Марсель Л’Эрбье, французский режиссёр.
- 8 декабря — Николай Гриценко, советский актёр театра и кино, народный артист СССР.
- 10 декабря — Энн Дворак, американская киноактриса.
- 15 декабря — Павел Массальский — советский актёр театра и кино, народный артист СССР.
- 28 декабря — Юрий Толубеев, советский актёр театра и кино, народный артист СССР, Герой Социалистического Труда.